# Tobias Rausch (Politiker)
Tobias Rausch (* 28. November 1990 in Mellrichstadt) ist ein deutscher Politiker (AfD). Er gehört seit 2016 dem Landtag von Sachsen-Anhalt an.

## Leben
Sein Vater ist der AfD-Politiker Daniel Rausch. Tobias Rausch absolvierte zunächst eine Ausbildung als Kfz-Mechaniker. Von 2010 bis 2013 hatte er eine Ausbildung als Immobilienkaufmann absolviert und ist seit 2014 als Unternehmer in diesem Bereich tätig. Er ist Geschäftsführer der Rausch Immobilien UG mit Sitz in Hecklingen.

## Politik
Rausch ist Mitglied der AfD seit 2013 und Gründungsmitglied des AfD-Kreisverbandes Salzlandkreis.
Er war als Landesjugendbeauftragter und Stellvertretender Landesvorsitzender Mitglied des AfD-Landesvorstands. Nach den Zerwürfnissen im AfD-Landesverband Sachsen-Anhalt 2014 wurde Rausch zum kommissarischen Landesvorsitzenden durch den Bundesvorstand und das Bundesschiedsgericht der AfD ernannt.
2014 wurde Rausch in den Stadtrat der Stadt Staßfurt gewählt und bildet dort mit der „Unabhängigen Wählergemeinschaft Salzland“ (UWG) eine Fraktion.
Am 13. März 2016 gelang ihm bei der Landtagswahl in Sachsen-Anhalt 2016 der Einzug als Abgeordneter in den Landtag von Sachsen-Anhalt.
Auf der konstituierenden Sitzung der AfD-Landtagsfraktion an einem geheim gehaltenen Ort wurde Rausch zum stellvertretenden Fraktionsvorsitzenden gewählt. Im Dezember 2016 wurde Rausch bei den anstehenden Neuwahlen des Fraktionsvorstandes in Gommern im Amt des stellvertretenden Vorsitzenden bestätigt.
Bei den Kommunalwahlen 2019 wurde Rausch in den Kreistag des Salzlandkreises gewählt und ist dort Vorsitzender der AfD-Fraktion. Für die Landtagswahl 2021 trat er erneut als Direktkandidat im Landtagswahlkreis Schönebeck an, zog aber über Platz 5 der Landesliste der AfD ins Parlament ein.